# Sankta Marias kyrka, Zagreb

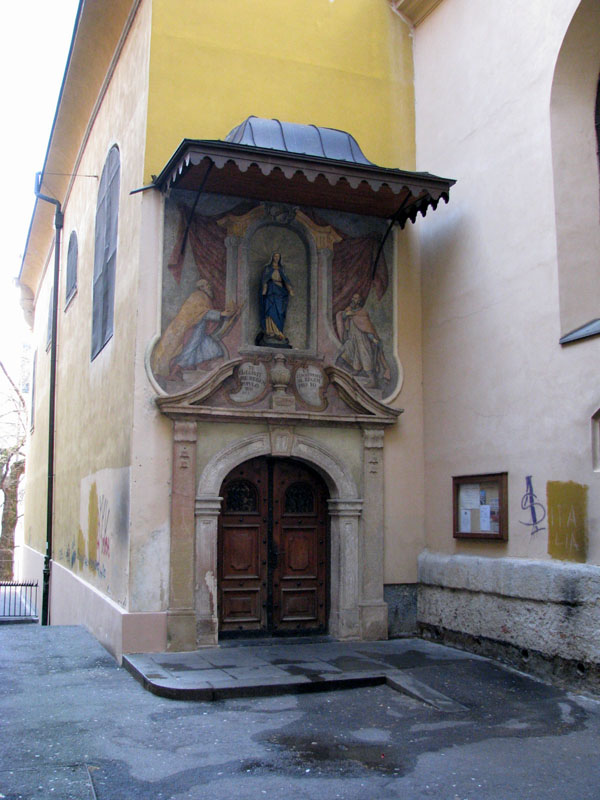
Östra ingången.

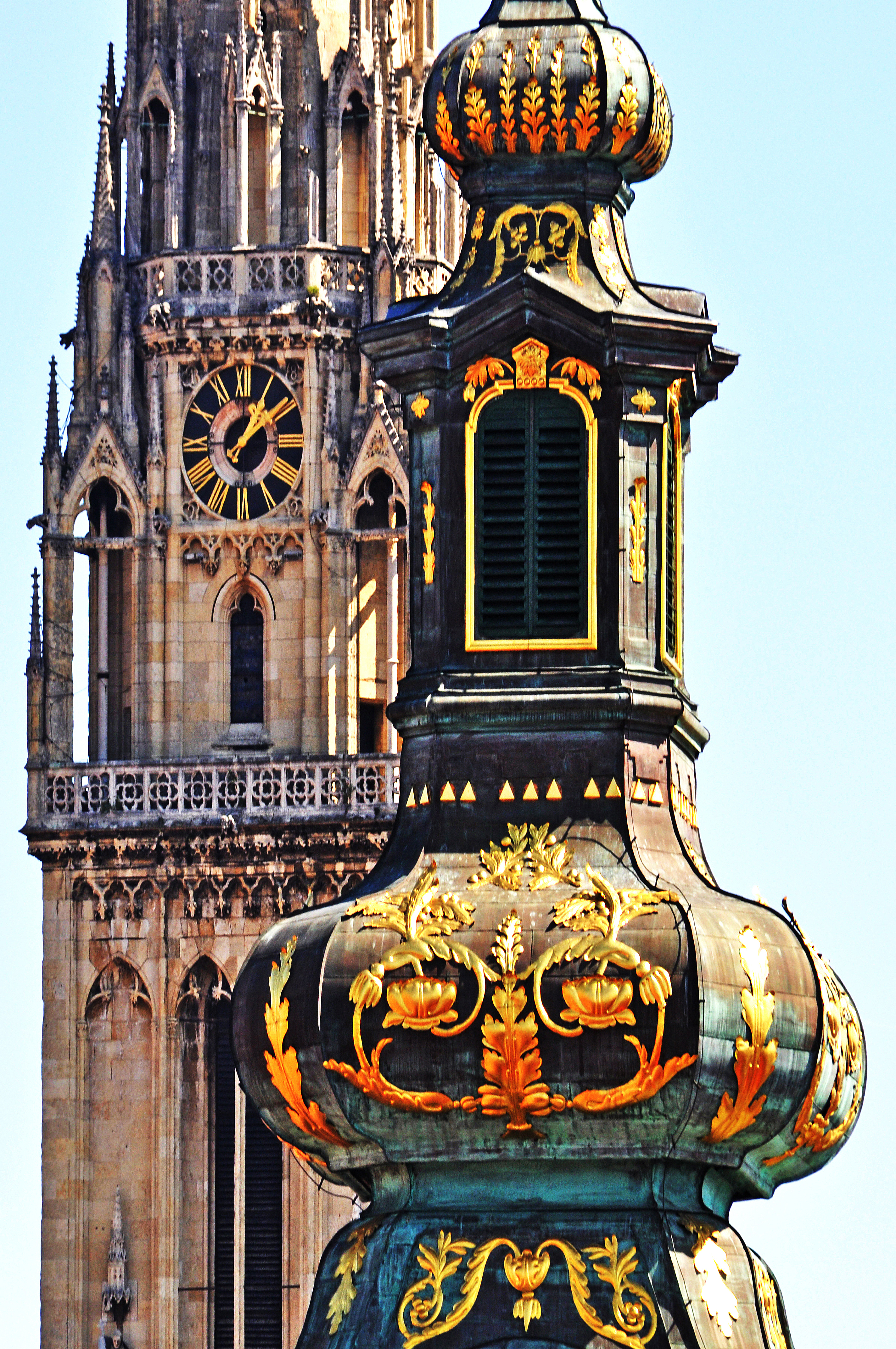
Barock kyrktorn bredvid tornet i Zagrebs katedral.

Sankta Marias kyrka (kroatiska: Crkva svete Marije) är en romersk-katolsk kyrka i Zagreb i Kroatien. Kyrkan ligger vid Dolac i stadens historiska kärna och uppfördes ursprungligen på 1300-talet. Dess nuvarande utseende är från tillbyggnader på 1700- och 1800-talet. 

## Historik
Sankta Marias kyrka var ursprungligen ett klosterkapell. Kapellet omnämndes redan på 1300-talet som tillhörande  cistercienserna. I början av 1500-talet upplöstes Cisterciensorden och Sankta Marias kyrka blev då stiftskyrka. Kyrkan skadades inte nämnvärt i jordbävningen 1880 och kom därmed att delvis ersätta Zagrebs domkyrka som var stängd under tiden då den reparerades.

## Arkitektur
Kyrkan bär stildrag från nygotiken och barocken. Klostret som låg i anslutning till kyrkan är rivet och den omges numera av moderna byggnader som tillkommit efter 1925 då kvarteret Dolac rekonstruerades.

### Exteriör
Den västra ingången är från 1700-talet men det är främst den östra ingången med en portal i barockstil som används som entré.  

### Interiör
Kyrkans huvudaltare tillverkat i marmor samt skulpturerna föreställande sankt Petrus och Paulus med änglar sattes in i kyrkan 1768. Freskerna bakom altaret är målade av de slovenska målarna Franc och Krištof Jelovšek. De fyra mindre altarna är från 1772-1773 och är utsmyckade med marmorskulpturer föreställande olika helgon.

### Fotnoter
1. 1 2 3 4 5 6  Zagrebs turistförening - Officiell webbplats (kroatiska)